# ピエタ (フィリッポ・リッピ、ミラノ)

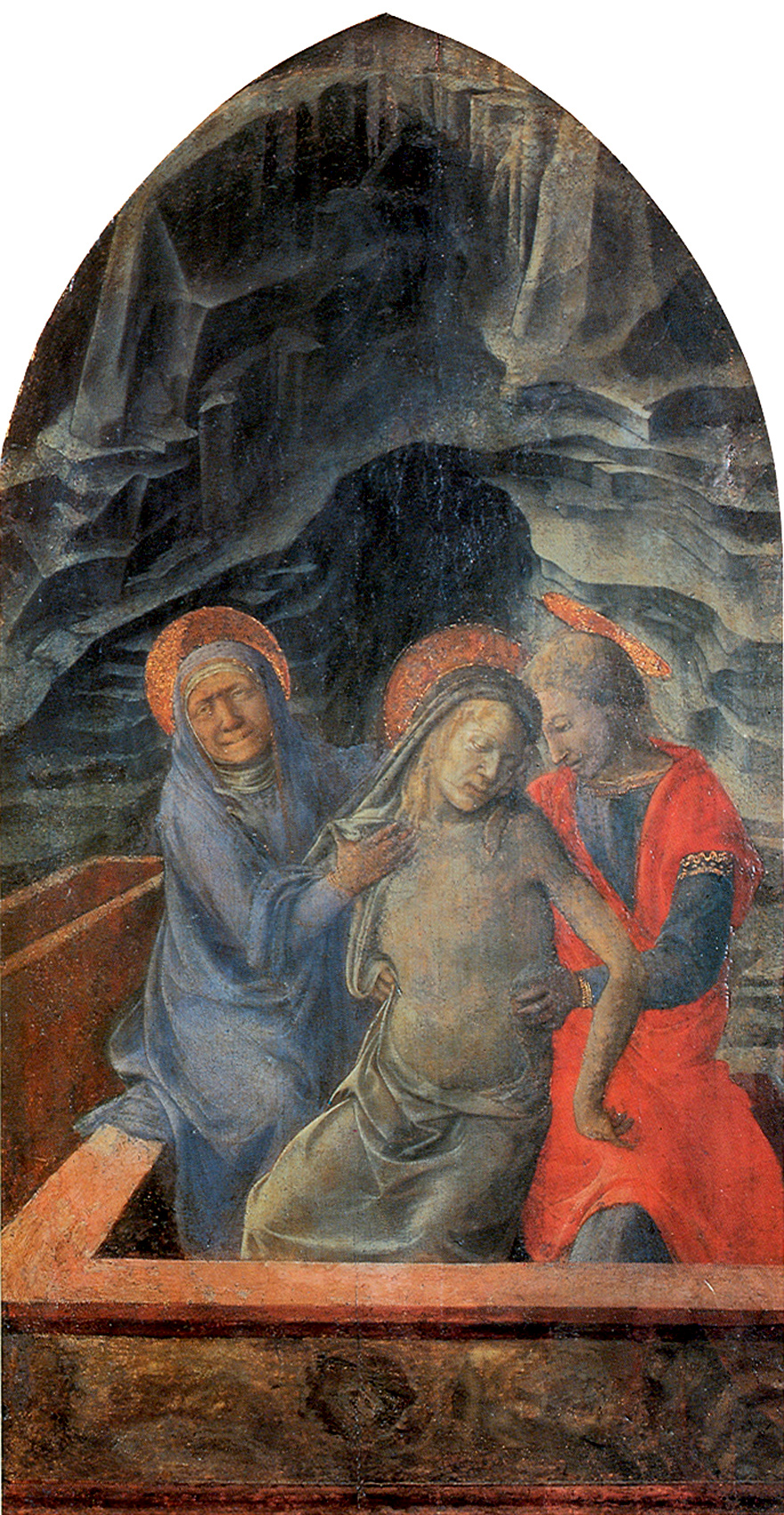
フィリッポ・リッピのピエタ（1437-1438）

『ピエタ』(伊: Pietà) は、フィリッポ・リッピが1437-1439年に制作したテンペラの板絵である。現在ミラノのポルディ・ペッツォーリ美術館に所蔵されている。
絵画は、おそらく私的な祈祷のための小さな祭壇の一部であり、ドナテッロの浅浮彫の様式に想を得ている。この作品は、フィレンツェに住んでいた教皇エウゲニウス4世への贈り物としてコジモ・デ・メディチのためにリッピが制作したと、ジョルジョ・ヴァザーリが述べている絵画であると考えられている。
三次元的奥行き感のない、色彩を抑えた岩山の表現は、リッピの1440-1450年代の作品に何度も登場する。悲痛に歪んだ聖母マリアの表情は、画家がまだ若く、マサッチオの影響を強く受けていた時期のものであることを示している。
過剰な洗浄と修復が繰り返され、二つの石棺、洗礼者ヨハネの頭部などが損傷を受けていたが、近年の修復で鮮やかな色彩がよみがえった。